# Rutilus basak
Rutilus basak és una espècie de peix cipriniforme de la família dels ciprínids.

## Morfologia
Els mascles poden assolir els 14,5 cm de longitud total.

## Distribució geogràfica
Es troba a Dalmàcia, Croàcia i Bòsnia i Hercegovina.